# Augustin-Jérôme Raby
Augustin-Jérôme Raby, né le 10 novembre 1745 et mort le 20 septembre 1822 à Québec, est un pilote de navire et homme politique canadien.

## Biographie

### Famille
Il est le fils d'Augustin Raby, également pilote, et de Françoise Delisle, veuve de Jean-Baptiste Toupin dit Dussault, seigneur de Bélair. Il est le beau-père de Charles Langevin et le beau-frère de Louis Turgeon. Un fils issu de son second mariage épousa l'une des filles de François Dambourgès.

### Navigateur et homme impliqué
Il fait probablement l'apprentissage de son métier de navigateur en compagnie de son père. Lors de l'invasion américaine sur Québec en 1775, il défend la ville en tant que lieutenant dans la milice. Il débute ensuite une carrière de pilote sur le Saint-Laurent.
Il est élu député de la basse-ville de Québec en 1796. À l'élection suivante, en 1800, il se présente et remporte le district de la haute-ville de Québec. Sa carrière à la Chambre d'assemblée se termine en 1804. Il appuya généralement le Parti canadien durant son premier mandat et le Parti bureaucrate dans son deuxième.
Il est nommé surintendant des pilotes du Saint-Laurent en 1797, puis officier de la Maison de la Trinité de Québec en 1805. Il est marguillier de la paroisse Notre-Dame de Québec de 1807 à 1814.
Il est inhumé dans le cimetière des Picotés le 23 septembre 1822.